# Jarilla (género)
Jarilla es un género de plantas con flores perteneciente a la familia Caricaceae. Son nativos de América.  Comprende 6 especies descritas y de estas, solo 2 aceptadas.
Recientes estudios moleculares y del genoma de ambos géneros revelan que Jarilla y Carica están estrechamente emparentados dentro de la familia de las Caricaceae.

## Taxonomía
El género fue descrito por Henry Hurd Rusby y publicado en Torreya 21: 47. 1921. La especie tipo es: Jarilla heterophylla (Cerv. ex La Llave) Rusby	 

## Especies aceptadas
A continuación se brinda un listado de las especies del género Jarilla (género) aceptadas hasta octubre de 2013, ordenadas alfabéticamente. Para cada una se indica el nombre binomial seguido del autor, abreviado según las convenciones y usos. 
- Jarilla heterophylla (Cerv. ex La Llave) Rusby
- Jarilla nana (Benth.) McVaugh